# Madison Heights
Madison Heights es una ciudad ubicada en el condado de Oakland en el estado estadounidense de Míchigan. En el Censo de 2010 tenía una población de 29694 habitantes y una densidad poblacional de 1.617,74 personas por km².

## Geografía
Madison Heights se encuentra ubicada en las coordenadas 42°30′26″N 83°6′12″O / 42.50722, -83.10333. Según la Oficina del Censo de los Estados Unidos, Madison Heights tiene una superficie total de 18.36 km², de la cual 18.36 km² corresponden a tierra firme y (0%) 0 km² es agua.

## Demografía
Según el censo de 2010, había 29694 personas residiendo en Madison Heights. La densidad de población era de 1.617,74 hab./km². De los 29694 habitantes, Madison Heights estaba compuesto por el 83.89% blancos, el 6.39% eran afroamericanos, el 0.46% eran amerindios, el 5.81% eran asiáticos, el 0.06% eran isleños del Pacífico, el 0.69% eran de otras razas y el 2.7% pertenecían a dos o más razas. Del total de la población el 2.55% eran hispanos o latinos de cualquier raza.